# Rubus dolichocarpus
Rubus dolichocarpus är en rosväxtart som beskrevs av Juzepczuk. Rubus dolichocarpus ingår i släktet rubusar, och familjen rosväxter. Inga underarter finns listade i Catalogue of Life.